# Western River Conservation Park
Western River Conservation Park är en park i Australien. Den ligger i delstaten South Australia, omkring 170 kilometer sydväst om delstatshuvudstaden Adelaide. Den ligger på ön Kangaroo Island.
Trakten runt Western River Conservation Park är nära nog obefolkad, med mindre än två invånare per kvadratkilometer..
I omgivningarna runt Western River Conservation Park växer i huvudsak städsegrön lövskog. Genomsnittlig årsnederbörd är 825 millimeter. Den regnigaste månaden är juni, med i genomsnitt 146 mm nederbörd, och den torraste är januari, med 23 mm nederbörd.